# Le Nouveau Réveil
Le Nouveau Réveil est un ancien quotidien de Côte d'Ivoire. Il était l'organe officiel du Parti démocratique de Côte d'Ivoire (PDCI-RDA). 

## Description
Il constituait l'organe officiel d'un parti politique, le Parti démocratique de Côte d'Ivoire (PDCI-RDA), parti unique au pouvoir dans le pays de 1960 à 1990 et qui demeure un acteur de la vie politique du pays, sous la direction de l'ancien président de la République (de 1993 à 1999, date du coup d'État militaire du général Robert Guéï), Henri Konan Bédié.

## Atteintes à la liberté de la presse
Les « Jeunes Patriotes » ont à plusieurs reprises déchiré des publications jugées hostiles au pouvoir et cassé des kiosques qui vendaient des publications considérées comme soutenant l'opposition ou les rebelles.
Certains journalistes ont été menacés ou ont subi des manœuvres d’intimidation à cause leurs sympathies politiques supposées. Il s’agit notamment de Dénis Kah Zion.